# أليس آيرس
أليس آيرس (بالإنجليزية: Alice Ayres) (12 سبتمبر 1859- 26 أبريل 1885) مربية مربية إنجليزية كُرمت لشجاعتها بعد انقاذها لأطفال ترعاهم من حريق منزل حيث كانت خادمة المنزل ومربية لأطفال عائلة صهرها هينري وأختها آن تشاندلير، وكانت عائلة تشاندلر تمتلك متجراً للزيوت والطلاء بشارع الاتحاد في منطقة ساوثوورك جنوب لندن، وكانت ايريس تسكن مع العائلة فوق المتجر، وفي عام 1885 اندلع حريق بالمتجر فسارعت ايريس لانقاذ بنات اختها وذلك قبل أن تسقط من النافذة وتصاب بجرح مميت.

كانت المملكة المتحدة عقب الثورة الصناعية تمر بتغيرات اجتماعية هائلة أجهزة الإعلام الإخبارية تُولي اهتماماً بالغاً للنشطاء من الطبقة الأفقر، وكانت وفاة ايريس محل اهتمام كبير لدى العامة حيث حضر جنازتها أعداد كبيرة من الناس وساهم الكثيرون في تمويل بناء نصب تذكاري لها، وبعد فترة وجيزة من وفاتها وصفت بما يسمي إعلان القداسة العلماني، وعرفت علي نطاق واسع عل مستوى الثقافة الشعبية، وعلى الرغم من أن القليل عرف عن حياتها إلا أنها أصيحت نموذجاً يحتذى به على نطاق واسع، وبالإضافة لذلك قامن العديد من الحركات السياسية والاجتماعية بتتويجها على أساس أنها تمثل القيم التي يتمسكن بها، ولكن شُوهت ملابسات وفاتها حيث أعطت انطباع بأنها موظفة كانت على استعداد للموت من أجل صاحب العمل، وليس من أجل أطفال كانت تربطها بهم علاقة وطيدة.

في عام 1920 أُضيف اسمها إلى النصب التذكاري للتضحية البطولية الذاتية، وفي عام 1936 سُمى شارع بالقرب من مكان الحريق باسمها تكريماً لها. عادة قضية الس إلى أذهان العامة من خلال مسرحية «أقرب» لباترك ماربر عام 1997، بالإضافة إلى فيلم بنفس الاسم عام 2004 والذي تدور أحداثة حول شخصية محورية زيفت هويتها باسم ايريس على النصي التذكاري للتضحية الذاتية، وصورت بعض مشاهد الفيلم الرئيسية حول النصب التذكاري

## عملها لدى عائلة تشاندلر
وُلدت ألس ايريس عام 1859 في عائلة كبيرة حيث كانت الابنة السابعة من أصل عشر أطفال للعامل جون ايريس، وفي ديسمبر تزوجت أختها آنا –التي تكبرها سناً بإحدى عشر سنة- بتاجر زيوت وطلاء يُدعى هينري تشاندلر، وقد امتلك متجراً في 194 شارع الاتحاد بساووثورك على بعد ما يقرب 400 ياردة (370م) جنوب ما يعرف الآن بمعرض تيت مودرن[وصلة مكسورة]، وفي عام 1881 عملت ايريس للمربي إدوارد واكس وهو طبيب أذن وحنجرة، وفي عام 1885 أصبحت مربية[وصلة مكسورة] لأطفال تشاندلر وعاشت مع العائلة.

بعد وفاتها وصفها أحد السكان بأنها " لم تكن متسرعة، وأنها لطيفة وهادئة في كلامها، ودائما ما تكون مشغولة بعملها "، وأضاف ساكن آخر للصحافة قائلاً " لم يكن أي فرح أو نزهة أو احتفال عائلي يغيريها ويبعدها عن واجباتها التي تفرضها على نفسها"، " يجب أن تحمي الأطفال، وترقع الملابس، وترتب الغرف، تضع القماش، تحضر العشاء بعناية، وذلك كله قبل أن تفكر في ملذاتها.

## حريق شارع الاتحاد
وفقاً لوصف جريدة معاصرة لمتجر عائلة تشاندلر بشارع الاتحاد فإنه كان يقع عند زاوية مبنى يتكون من ثلاثة طوابق، وكانت العائلة تسكن أعلى المتجر حيث كان هينري وماري آن تشاندلر ينامون بغرفة نوم واحدة ومعهم ابنهم هينري البالغ من العمر ست سنوات، وكانت ايريس تتشارك غرفة بالطابق الثاني مع بنات أختها وهن إدث البالغه من العمر خمسة أعوام، وإلين البالغه من العمر أربعة أعوام، وإليزابيث البالغه من العمر ثلاثة أعوام.
في ليلة الرابع والعشرين من أبريل 1885 اندلع حريق بمتجر الزيوت والطلاء مما أدى إلى حصار العائلة بالأعلى، وسريعاً ما اشتعلت النيران بسبب البارود والزيوت المخزنة بالطابق السفلي، وبالرغم من أن المتجر كان قريب من مقر مطافئ لندن[وصلة مكسورة] ووصول قوات الطوارئ سريعا، إلا أنه فور وصول سيارة الأطفاء هبت النيران من نوافذ الطابق السفلي وحالت دون وضع سلالم، وفي تلك الأثناء كانت ايريس ترتدي ملابس النوم وحاولت الوصول إلى أُختها ولكنها لم تستطع بسبب الدخان الكثيف، وكان هناك حشد من البشر خارج المبنى ينادون على ايريس لتقفز ولكنها بدلاً من ذلك عادت إلى الغرفة التي كانت تتقاسمها مع بنات أختها الصغار ورمت فراش من النافذة وألقت بحرص إدث عليها، وعلى الرغم من مناداة الكثيرين لها لتقفز إلا أنها ذهبت إلى الغرفة مرة أخرى وعادت حاملة إلين التي تمسكت بها ورفضت السقوط ولكن ايريس ألقتها خارج المبني وألتقتها بعض الواقفين من الحشد، وللمرة الثالثة ذهبت ايريس للغرفة حيث الدخان الكثيف ثم عادت حاملة إليزابيث التي أصيبت بجروح خطيرة ولكن ايريس ألقت بها بسلام على الفراش، بعد انقاذها الثلاث فتيات حاولت أن تقفز ولكن بسبب استنشاقها للدخان سقطت بصورة هزيلة، واصطدمت بعلامة المتجر، ولم تسقط على الفراش، ولم يستطع أحد من الحشد التقاطها، وسقطت على الرصيف مما سبب لها إصابات بالعمود القري، ونُقلت ايريس إلى مستشفى غاي بسرعة حيث كانت تصدر تقارير حول حالتها الصحية كل ساعة بسبب اهتمام العامة الذين رأوا أن قصتها مثيرة، بالإضافة إلي إرسال الملكة فيكتوريا وصيفة للاستعلام عن حالتها.
خرج الحريق عن السيطرة بسبب الزيوت والطلاء المخزنة بالمتجر، وعندما استطاعت أخيرا قوات الإطفاء دخول المبنى كان باقي العائلة قد مات حيث وُجد جثمان هينري تشاندلر على الدرج متشبثاً ب خزنة حديدية[وصلة مكسورة] مغلقة مليئة بإيرادات المتجر، ووُجدت بقايا جثمان ماري أن تشاندلر المحترق بجانب نافذة الطابق الأول، وبجانبها جثمان هينري البالغ من العمر ستة أعوام.
تدهورت حالة ايريس الصحية وتوفيت في مشفى غاي في الخامس والعشرين من أبريل 1885، وكانت آخر كلماتها «حاولت أن ابذل قصارى جهدي ولو كنت استطع أن أفعل المزيد لفعلت» وبعد فترة وجيزة من وفاة ايريس ماتت أليزابيث- وهي آخر من أنقذتها ايريس- حيث كانت تعاني من جروح خطيرة في ساقها.

## جنازتها
إن جثمان ايريس لم يوضح في مشرحة مستشفى غاي ولكن وضع بغرفة مخصصة لها، وتقدر قيمة أكاليل الزهور بأنها وصلت إلى ما يزيد عن 1,000 جنية استرليني (وهو ما يعادل حالياً 96,000)، واعترف مجلس المطرانية الملكية لرقابة الأشغال[وصلة مكسورة] الذي يديره المجتمع الملكي لحماية الأرواح من الحرائق وهو ما يعرف اليوم باسم (المجتمع لحماية الحياة من الحرائق) بمجهودها في حماية الأرواح من الحرائق، وهو الذي أعطى والدها جائزة تقدر قيمتها ب 10 جنيه استرليني وهو ما يساوي اليوم 100 جنية تكريماً لها.

جذبت الحفة التأبينية لايريس بكنيسة المخلص[وصلة مكسورة] – وهي تُعرف حالياً باسم كاتدرائية ساوثوورك – كثيراً من المشيعيين الذين رجع بعض منهم لأنهم لم يجدوا غرفة للوقوف بها، وخلال هذه الحفلة التابينية جُمع 951 عملة معدنية وهو ما يزيد على 6 جنية استرليني، وكانت جنازة الس عامة حيث حضرها أكثر من 10,000 مشييع، وحمل تابوتها من بيت والدها إلى قبرها بمدافن اسلورث فريق مكون من 16 رجل إطفاء مكونين أربعة فرق، وحضر الحفلة التأبينية أيضاً عشرون فتاة يرتدون زياً أبيضاً من المدرسة التي تلقت ألس تعليمها بها، وكان من المخطط أن تتبع الفتايات نعش ايريس إلى أن تدفن في قبرها ويغنين، ولكن لم يحدث ذلك بسبب عاصفة ثلجية قوية. اما هينري وى ن تشاندلر دفنوا في مقابر لامبث[وصلة مكسورة] وبجوارهم الطفلان اللذان توفيا في حادث الحريق، وذهبتا إدث وإلن إلى مدرسة العمل للأيتام بمدينة كنتيش ليتدربان على عمل ربات البيوت.

## النصب التذكاري

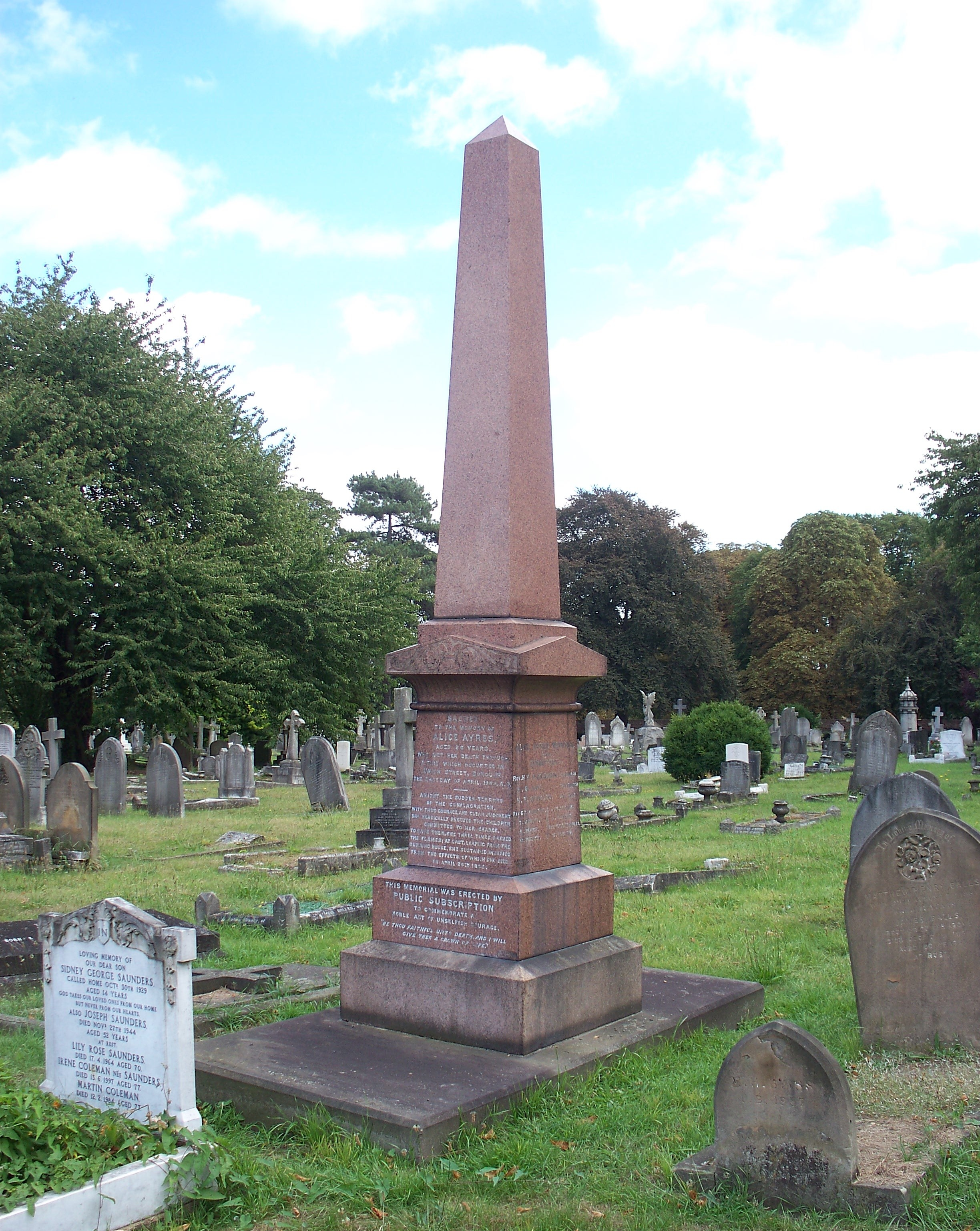
قبر ألس ايريس

تقرر بعد فترة وجيزة من حادث الحريق إنشاء نصب تذكاري لايريس وتبرع عامة الشعب لتمويله، ووصل التمويل في أغسطس 1885 إلى ما يزيد عن 100 جنية استرليني وهو ما يعادل الآن 10,000 جنية، وبدأ العمل به في الخامس عشر من أغسطس 1885، وشيد هذا النصب التذكاري فوق قبرها بمدافن اسلورث، وكان مصمماً على الطراز المصري مستوحاه من مسلة كيلوباترا التي شيدت بوسط لندن عام 1878،  ووصل طوله إلى 14 قدم (4.3م)، وكان على هيئة مسلة عمودية مصنوعة من الجرانيت الأحمر الصلب، وهو لا يزال حتى الآن أطول قبر بالمدافن، وعلى واجهة المسلة نقوش.

كُرس النصب التذكاري لأليس ايريس نظراً لموتها في حادث حريق بشارع الاتحاد بمدينة بورو في الرابع والعشرين من أبريل 1885 عن عمر يناهز 26 عاماً، فوسط اشتعال النيران المهولة المفاجئة وبشجاعتها وبصيرتها أنقذت ببطولة الأطفال التي كانت مسئولة عنهن، حيث واجهت بشجاعة اشتعال النيران ثلاث مرات وفي المرة الأخيرة قفزت من المنزل المشتعل وتكبدت إصابات ماتت على إثرها في السادس والعشرين من أبريل 1885، وقد ساهم عامة الشعب في التبرعات لتمويل النصب التذكاري لحياء ذكرى عمل نبيل يدل على الإيثار والشجاعة.
يوجد على الجانب الأيمن من النصب التذكاري قائمة بعشرة أسماء من أعضاء لجنة إنشاء النصب التذكاري برئاسة القس ه. و. ب ريتشارد. كان حريق شارع الاتحاد وانقاذ ايريس للأطفال محل اهتمتم العامة منذ البداية حيث نُشرت تفاصيل حادث الحريق، وموت ايريس، والجنازة، وحملة التبرعات لتشيد النصب التذكاري في الصحافة القومية والمحلية كل مكان في الإمبراطورية البريطانية.

## تقديس العلماني
إن الحكومة البريطانية لم تُولي اهتماماً كبيراً للفقراء، ولكن بعد الثورة الصناعية غيرت نظرتها إلى ما تحققه هذه الطبقة؛ حيث أن تطور شبكات السكك الحديدية، وميكنة الزراعة، وزيادة الاحتياج إلى العمل بالمصانع في المدن الداخلية الجديدة أبطل تقليد العداء الاقتصادي، وأدى إلى النمو السريع للمدن، بينما أدت زيادة أعداد المتعلمين إلى عناية أكبر بوسائل الإعلام والأخبار اليومية بالعمال العاديين، وفي عام 1856 أصبح من الممكن منح أعلى وسام عسكري للشجاعة –صليب فيكتوريا- إلى أي فرد من أي طبقة كان، وأيضاً أصبح من الممكن تقديم أعلى وسام مدني –وسام البرت[وصلة مكسورة]- إلى أي مدني من أي طبقة وذلك منذ عام 1866، بالإضافة لذلك قامت العديد من المنظمات الخاصة والخيرية المعنية بأنشطة انقاذ الأرواح –أبرزها جمعية الرفق بالحيوان الملكية[وصلة مكسورة] (1776)، ومؤسسة قارب النجاة الوطنية الملكية[وصلة مكسورة] (1824)- زادت أنشطتها واهميتها، وقدمت الجوائز والميداليات كوسيلة للترويج لأنشطته، ونصائح لإنقاذ الحياة.
كان الرسام والنحات جورج فريدريك واتس، وزوجته الثانية الفنانة والمصممة ماري فريزر تايتلر دعاه إلى فكرة أن الفن قوة للتغيير الاجتماعي، وأن قص الأعمال العظيمة من الممكن أن يمدنا بالتوجيهات لمعالجة المشكلات الاجتماعية الخطيرة بالمدن البريطانية،  وقد رسم واتس مجموعة من اللوحات لشخطيات بارزة كان يؤمن بأن لها تأثير ايجابي على المجتمع تحت مسمى (حائط المشاهير) وأعطاها لمعرض اللوح الفنية القومي[وصلة مكسورة]،  ومنذ عام 1866 اقترح واتس بناء نصب تذكاري للمجهوليين تكريماً لشجاعة هؤلاء الأشخاص العادييون. في الخامس من سبتمبر 1887 نُشر خطاب لواتس في جريدة التايمز يقترح فيه خطة حفل اليوبيل الذهبي للملكة فيكتوريا وذلك بتجميع سجل كامل من القصص البطولية التي تحدث كل يوم واستشهد بموت أليس اريس كنموذج علي هذا النوع من الحدث الذي اقترحه، وتضمن خطابه اعتبارات مشوهة لما فعلته اريس أثناء حادث حريق شارع الاتحاد.
وقد اقترح واتس في البداية أن يأخذ النصب التذكاري شكل البنية البرونزية الضخمة، ولكن في عام 1887 اقترح أن يكون النصب التذكاري على غرار صرح كامبوسانتو[وصلة مكسورة]، وأصر على أن تُبنى الحوائط بالرخام، وأن ينقش عليها أسماء الأبكال غير المشهورين، وأن يُشيد بحديقة هايد مارك[وصلة مكسورة]؛  ولكن اقتراحه لم ينفذ، وعلق على ذلك قائلاً "لو كنت دعوت إلى سباق حول حديقة هايد، كنت وجدت العديد من المتعاطفين، وعلى الرغم من ذلك أدت طريقة واتس في الإقناع من خلال رسوماته إلى رفع وعي الغامة بوفاة ألس ايريس.

### وصفها في الأعمال الأدبية والفنية

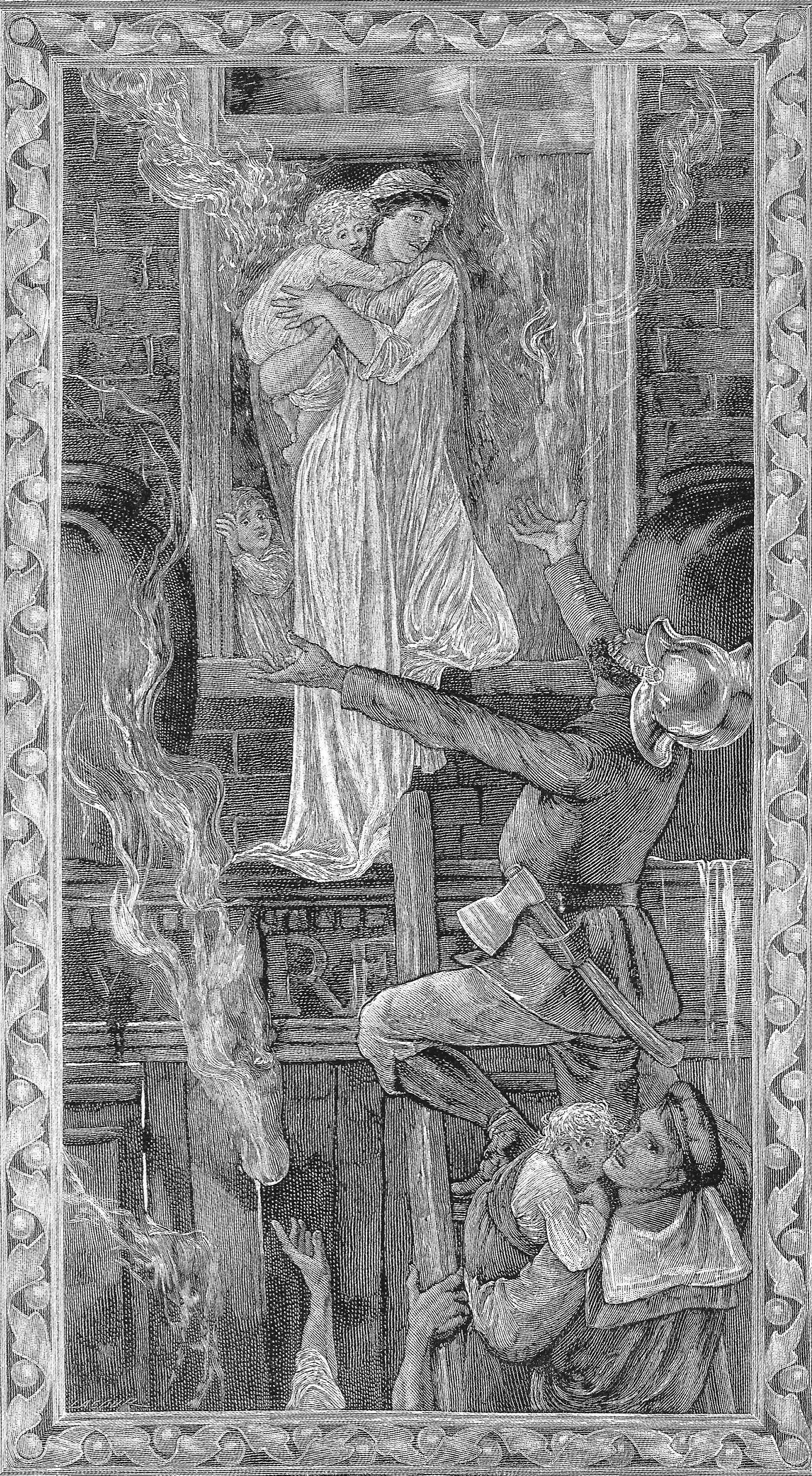
لوحة حريق شارع الاتحاد لولتر كرين

كتبت الشاعرة إيمليا أيلمر بليك[وصلة مكسورة] قصيدة عن ألس ايريس –ربما تكون هذه هي القصيدة الأولى عن ايريس- بعنوان الس ايريس والتي قرأتها في تجمع اجتماعي عام 1885، وكتب السير فرانسيس هاستيتغز دويل[وصلة مكسورة] قصيدة حظيت بقبول كبير تكريماً لايريس، كما كتبت المصلحة الاجتماعية والمدافعة عن حقوق المرأة الكاتبة لورا أرمستون تشانت[وصلة مكسورة] قصيدة متداولة عن ايريس، وفي آواخر 1880 أصبحت ايريس نموذج بريطاني للتفاني في أداء الواجب، وأصبحت قصتها ضمن مجموعة من القصص البطولية والملهمة الأطفال، وتتضمن أول قصص ف.ج كروس المؤثرة «تحت الراية» والتي علق فيها قائلاً «ايريس حاولت ان تبذل قصارى جهدها، وفد شعر من حولها بحبها وحنانها للأطفال التي كانت ترعاهم، وبحياتها اللطيقة النقية، وذلك قبل أن يفكر أحد أنها سنمزت بتلك الصورة البطولية؛ ولذلك حينما جاءت المحنة الحقيقية كانت مستعدة، وما ظهر لنا بأنه كرم إلهي، ظهر لها بانه فقظ واجبها».
في عام 1890 تم الكشف عن سلسلة من اللوحات رسمها والتر كرين[وصلة مكسورة] بصالة الصليب الأحمر التي تمتلكها أوكتافيا هيل[وصلة مكسورة]، والتي تقع على بُعد 550 ياردة (500م) من مكان حدوث الحريق بشارع الاتحاد،  وكنت هذاللوحات مستوحاه من اقتراحات جورج فريريك حيث صورت النماذج البطولية في الحياة اليومة؛ ولكن واتس نفسه رفض الانخراط في المشروع لأن اقتراحه الخاص بالنصب التذكاري أصبح مصدر الإلهام والتأمل بدلاً من الاحتفال بالذكرى، وأحس أن العمل الفني من الممكن أن يصرف انتباه المشاهدين عن العنصر الأساسي للقضية وهو التضحيات البطولية للأفراد.
كانت اللوحة الأولى التي رسمها كران لوصف حادث الحريق عبارة عن صورة مثالية تصور ايريس كمُنقَذة بدلاً من منقِذة وتمزج بين الصور الدينية التقليدية للأبطال البريطانيين في القرن التاسع عشر، ولم تصف ما حدث بالفعل حيث صور ايريس وهي ترتدي فستان للنوم فضفاض وطويل أبيض اللون، وكانت تقف بنافذة الطابق الأول حول النيران المتصاعدة، وتمسك بطفلة صغيرة، ووقف رجل إطفاء على الدرج ليصل لايريس والأطفال، وكان هناك بحار يرتدي زي البحرية الملكي ممسكاً بالطفلة الثانية؛ ولكن الحقيقة أن ايريس كانت تقف بالطابق العلوي، وأدى حريق الزيت والبارود إلى استحالة اقتراب قوات الإطفاء من المبنى، وادى وصف ايريس يهذه الصورة مع رجل اطفاء وبحار إلى جعلها نموذج للبطولة والقوة البريطانية، بالإضافة إلى تعزيز سمعتها كشخصية بطولية، وقد ذكر مؤسس التراث القومي كانون هاردويك راونسلي لوحة كارين بصالة الصليب الأحمر بقصيدته القصصية (ألس ايريس) التي نشرها نشرها بملحمته الأفعال الشجاعة والتي كتب مقدمتها واتس.

### النصب التذكاري للتضحية البطولية الذاتية

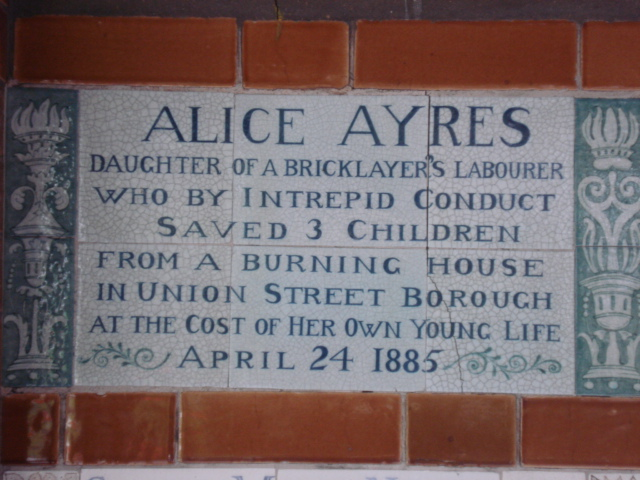
لوحة النصب التذكاري التي صممها ويليم دي مورغان، وأضيفت للنصب التذكاري للتضحية البطولية الذاتية عام 1902

في عام 1898 تقرب واتس من هينري غامبول[وصلة مكسورة] وهو قس بكنيسة القديس بوتولف ألدرسغت في لندن والتي تحول فناؤها بالإضافة إلى قبرين صغيرين مجاورين لها إلى جزء من حديقة بوستمان وهي واحدة من أكبر الحدائق بلندن، وانخرطت الكنيسة في نزاع مالي وقانوني طويل الأمد حول ملكية هذا الجزء من الحديقة، وقد عرضت الكنيسة أن يخصص هذا الجزء من الحديقة للنصب التذكاري الذي اقترحه واتس كمبرر عام لإبقاء الأرض المُتنازع عليها كجزء من الحديقة، ورفع مكانة الحديقة، والمساعدة في جمع التبرعات. وافق واتس، وفي عام 1900 كشف عمدة لندن ألفريد نيوتن، والأسقف مندل كريتون عن النصب التذكاري للتضحية البطولية الذاتية، ويصل عرض النصب التذكاري إلى 50 قدم (15م)، ويصل طوله إلى 9 قدم (2.7) مصنوعة من الخشب، كما يضم جداراً يتسع ل 120 لوحة تذكارية صممها ارنيست جورج، وكانت صناعة ألواح النصب التذكاري صناعة يدوية ومكلفة.
في الوقت الذي تم الكشف فيه عن النصب التذكاري كان يوجد أربع لوحات فقط، ثم في عام 1902 أُضيف تسع لوحات من بينهم لوحة ألس ايريس صممها ويليم دو مورغان غلى نهج حركة الفنون والحرف، مكتوب عليها باللون الأخضر " الي ايريس ابنه عامل البناء التي استطاعت ببسالة انقاذ ثلاث أطفال من حريق منزل بشارع الاتحاد في منطقة بورو مقابل خسارة حياتها ووفاتها بسنٍ صغير في الرابع والعشرين من أبريل 1885.

### تغيير المواقف واختلاف المفاهيم
بالرغم من أن وجود بطلة قومية أنثى كان مألوف بين الشعب خاصةً بعد تغطية الأحداث بصورة واسعة، وإعجاب الشعب بشخصيات مثل هاريت نييوبيل، وغريس دارلينج، وفلورنس نايتنجيل، إلا ان التغطية المستمرة لما حدث لآيريس، وعلو شانها كبطلة قومية كان غير عادي في تلك الفترة؛ حيث أنها كانت امرأة غير متعلمة من الطبقة العاملة والتي لقبت بعد وفاتها بما يسمى (تقديس العلماني)، وذلك في وقتٍ كان فيه عامة الابطال الوطنيين رجالاً في مجالات التنقيب، والجيش، والدين، والعلوم، والهندسة.
كان الضغط السياسي في ذلك الوقت يصب في مصلحة زيادة الإصلاح الاقتصادي حيث إن قصة ايريس قدمت للشعب كامرأة كرست حياتها كلياً لواجباتها، وهي بذلك تمثل في ذلك الوقت الشخصية البريطانية المثالية، بينما كانت صورة المرأة العاملة غير المتذمرة التي تؤثر سعادةً الأخرين على سعادتها كانت تتجسد في الرؤية المثالية للطبقة العاملة التي قدمها المصلحون الاجتماعيون، وكانت صورة المرأة المثالية الناكرة لذاته والمتفانية في عملها يقدمها نُشطاء حقوق المرأة، ولكن عندما تم الكشف عن النصب التذكاري للتضحية الذاتية علق العمدة ألفريد نيوتن قائلاً "كان يُقصد تخليد الأعمال البطولية لطبقة العمال، بينما قال جورج واتيس أن الطبقات الأغني لا تتطلب تذكيرات أو محفزات لتذكرها على الرغم من معارضته للتمييز بيم الطبقات، ورؤيته بان هذا النصب التذكاري سيكون مفتوح لجميع الطبقات، وأضاف أن الهدف من النصب التذكاري ليس فقط لإحياء ذكرى الأفعال العظيمة، ولكن أيضاً لتثقيف الطبقات الفقيرة، وقد شارك الكثيرون واتس وجهة نظر ممن سعوا لتوفير مادة ملهمة للأبطال البريطانيين.
قلب المؤلفون الذين كتبوا عن ايريس حقيقة أن الأطفال الاتي انقذتهن حيث وصفوهم بأنهم بنات صاحب العمل، وقد وصفت التقارير الصحفية ايريس آنذالك بألقاب عديدة مثل «المربية الصغيرة»، و«الخادمة المجدة، والأمينة، والمتأهبة»، و«الخادمة الصغيرة الفقيرة»، بالإضافة لذلك وصفها واتس بالخادمة التي تقوم بكل الأعمال لدى صاحب الطلاء والزيوت في فصل بعنوان «مجرد خادمة صغيرة» بقصة «تحت الراية» بقلم كروس، بينما لقبها وويسلي ب«خادمة المنزل»، وقد كتب بارينغتون بعد خمس سنوات من حادث الحريق معترفاً على الهامش أن ايريس كانت لها علاقة بعائلة تشاندلر، ولكن رغم ذلك وصفها بأنها تمثل النموذج الإنجليزي للفضائل، والشجاعة، ولثبات، والإحساس الجدي تجاه أداء الواجب، أما جورج واتس، وزوجته ماري، وزملائهم من آباء المصلحين الاجتماعيين، ونطاق واسع من تيار متهاطف من الصحافة صوروا ايريس على أنها مثال ملهم للعاملة التي تُؤثر عائلة صاحب العمل؛ ولكن كان هناك آخرون لديهم وجهة نظر أخرى.

احتج الجناح الأيسر لجريدة رينولدز الأسبوعية بعدم دعم الدولة لعائلة ايريس دليل على المعاملة السيئة لجميع العاملين، ووصفت المجلة الدورية النسوية «المرأة الإنجليزية» أليس بأنها فخرهن المستحق بالغريزة الأمومية، وعلى الجانب الآخر قالت المجلة الأمبريالية الأدبية للأطفال "مجلة شباب إنجلترا[وصلة مكسورة]" أنه ليس هناك فرق بين الذكور والإناث في التضحية الذاتية، ومجدت ايريس كنموذج للتفاني في أداء الواجب.

## السنوات اللاحقة

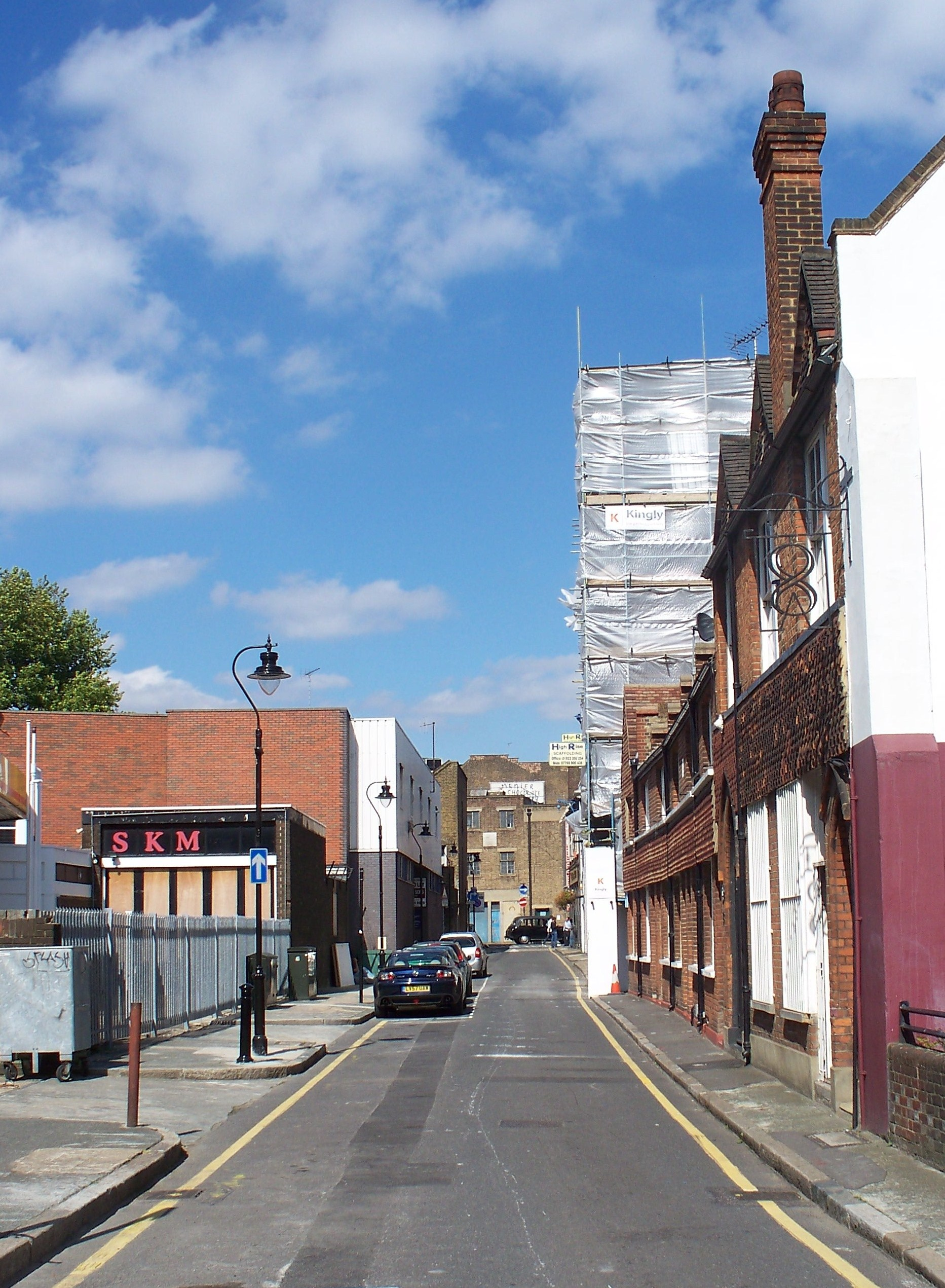
شارع ألس ايريس

في عام 1936قامت الإدارة الجديدة لحزب العمال بمجلس مقاطعة لندن بتغيير اسم شارع الصليب الأحمر – الشارع الفريب من صالة الصليب الأحمر، وشارع الاتحاد الذي شهد حدوث الحريق- ألى شارع ايريس تكريماً لها ، وما زال الشارع باسمها حتى يومنا هذا، ولكن بيت عائلة تشاندلر رقم 104 بشارع الاتحاد لم يعد قائماً، وحل مكانه مجمع مكتب الاتحاد، ويقع مفابل المجمع المقر الرئيسي الحالي لوحدة إطفاء حريق لندن.

عاد اسم ألس ايريس إلى أذهان عامة الشغب بعد مسرحية «الأقرب» للكاتب باتيك ماربر، بالإضافة إلى فيلم «الأقرب» عام 2004 بطولة ناتالي بورتمان، وجوليا روبرتس، وجود لو، وكلايف أوين الحائز على جائزتي الأكاديمية البريطانية للأفلام، وجائزة غولدن غلوب، وتدور أحداثه الرئيسية حول لوحة النصب التذكاري لأيريس بجديقة بوستمان، والتي تبين بها أن الشخصية التي قامت بأدائها البطلة ناتالي وهي شخصية جين جونز كانت تسمي نفسها في معظم مشاهد الفيلم باسم ألس ايريس قد قامت بتزوير هويتها استناداً على لوح النصب التذكاري للتضحية الذاتية الذي قرأته في أول لقاء لها بدان وولف –الشخصية التي قام بها الممثل جود لو- في بداية أحداث الفيلم، وقد ظهرت الحديقة والنصب التذكاري لايريس بالمشهديت الافتتاحي والختامي للفيلم.